# Железные ворота (пролив)
«Железные ворота» — местное название глубокого, узкого и короткого морского пролива на языке архангельских поморов. Такой пролив может располагаться между двумя островами или между материком и островом. Его особенностью является возникновение интенсивных течений во время отливов и приливов.
В частности, такими морскими проливами считались проливы между Соловецким островом и островами Большая и Малая Муксалама, а также — между островом Мудьюгского и материком у Зимнего берега.